# John William Middendorf II
Pour les articles homonymes, voir Middendorf.
John William Middendorf II, né le 22 septembre 1924, est un homme politique américain. Il sert dans l'United States Navy pendant la Seconde Guerre mondiale, puis entre au Harvard College. Dans les années 1970, il est successivement sous-secrétaire puis secrétaire à la Marine, avant d'être brièvement nommé ambassadeur des États-Unis auprès de l'Union européenne.

## Source
- (en) Cet article est partiellement ou en totalité issu de l’article de Wikipédia en anglais intitulé « J. William Middendorf » (voir la liste des auteurs).
- Notices d'autorité :   - VIAF
  - ISNI
  - BnF (données)
  - IdRef
  - LCCN
  - GND
  - Belgique
  - NUKAT
  - WorldCat